# Беляиха (Владимирская область)
Беля́иха  — деревня в составе муниципального образования Октябрьского сельского поселения в Вязниковском районе Владимирской области России. Этот населённый пункт состоит из одной улицы.

## География
Беляиха расположена на расстоянии около 7 километров по автодороге (юго-западнее) от Вязников и в 8 километрах от железнодорожной станции Сеньково на линии Ковров — Нижний Новгород. Находится в 3 км от деревни Серково

## История
В конце XIX — первой четверти XX века деревня входила в состав Воскресенской волости Судогодского уезда, с 1926 года — в составе Вязниковского уезда. В 1859 году в деревне числилось 13 дворов, в 1905 году — 17 дворов, в 1926 году — 20 дворов.
С 1929 года деревня являлась центром Беляихинского сельсовета Вязниковского района, с 1935 года — в составе Больше-Высоковского сельсовета Никологорского района, с 1963 года — в составе Вязниковского района, с 2005 года — в составе муниципального образования «Посёлок Никологоры».

## Население
| 1859 | 1905 | 1926 | 2002 | 2010 | 2021 |
| ---- | ---- | ---- | ---- | ---- | ---- |
| 84   | ↗95  | ↗128 | ↘17  | ↘7   | ↘3   |